# Exoprosopa decolor
Exoprosopa decolor är en tvåvingeart som beskrevs av Mario Bezzi 1924. Exoprosopa decolor ingår i släktet Exoprosopa och familjen svävflugor.
Artens utbredningsområde är Kongo-Kinshasa. Inga underarter finns listade i Catalogue of Life.